# تارزان و معشوقه‌اش
تارزان و معشوقه‌اش (انگلیسی: Tarzan and His Mate) یک فیلم ماجراجویی پیشا-کد آمریکایی به کارگردانی سدریک گیبنز است که در سال ۱۹۳۴ منتشر شد. کتابخانه کنگره در سال ۲۰۰۳ این فیلم را «به لحاظ فرهنگی، تاریخی یا زیبایی‌شناختی پُر اهمیت» نامید و آنرا در فهرست ملی ثبت فیلم جای داد. انستیتوی فیلم آمریکا نیز در سال ۲۰۰۲ آنرا در فهرست «۱۰۰ سال… ۱۰۰ فیلم عاشقانه» خود قرار داد.

## گزیدهٔ بازیگران
- جانی ویسمولر
- مورین اوسالیوان
- نیل همیلتون
- پل کوانا
- فورستر هاروی
- یولا دآوریل
- پل پورکازی
- ری کوریگان